# Smeby socken
Smeby var en socken i Vartofta härad i Västergötland. Den ingår nu i Falköpings kommun i den del av Västra Götalands län som tidigare ingick i Skaraborgs län.
Under medeltiden ingick socknen i Ållebergs fjärding av Vartofta härad. Omkring 1680 införlivades Smeby i Slöta socken. Kyrkan låg 2 kilometer väster om Slöta kyrka, vid Ållebergs sydluttning.